# Homotherus porcelariae
Homotherus porcelariae är en stekelart som beskrevs av Heinrich 1961. Homotherus porcelariae ingår i släktet Homotherus och familjen brokparasitsteklar. Inga underarter finns listade i Catalogue of Life.